# The Notorious Byrd Brothers
Az 1968-as The Notorious Byrd Brothers a The Byrds ötödik nagylemeze. Szerepel az 1001 lemez, amit hallanod kell, mielőtt meghalsz című könyvben.

## Az album dalai
| 1. | Artificial Energy     | Roger McGuinn, Chris Hillman, Michael Clarke | 2:18 |
| 2. | Goin' Back            | Carole King, Gerry Goffin                    | 3:26 |
| 3. | Natural Harmony       | Chris Hillman                                | 2:11 |
| 4. | Draft Morning         | David Crosby, Chris Hillman, Roger McGuinn   | 2:42 |
| 5. | Wasn't Born to Follow | Carole King, Gerry Goffin                    | 2:04 |
| 6. | Get to You            | Gene Clark, Roger McGuinn                    | 2:39 |

| 1. | Change Is Now      | Chris Hillman, Roger McGuinn               | 3:21 |
| 2. | Old John Robertson | Chris Hillman, Roger McGuinn               | 1:49 |
| 3. | Tribal Gathering   | David Crosby, Chris Hillman                | 2:03 |
| 4. | Dolphin's Smile    | David Crosby, Chris Hillman, Roger McGuinn | 2:00 |
| 5. | Space Odyssey      | Roger McGuinn, Robert J. Hippard           | 3:52 |

| 12. | Moog Raga (instrumentális)              | Roger McGuinn                              | 3:24  |
| 13. | Bound to Fall (instrumentális)          | Mike Brewer, Tom Mastin                    | 2:08  |
| 14. | Triad                                   | David Crosby                               | 3:29  |
| 15. | Goin' Back (első változat)              | Carole King, Gerry Goffin                  | 3:55  |
| 16. | Draft Morning (alternatív befejezéssel) | David Crosby, Chris Hillman, Roger McGuinn | 2:55  |
| 17. | Universal Mind Decoder (instrumentális) | Chris Hillman, Roger McGuinn               | 13:45 |

## Közreműködők
- Roger McGuinn – gitár, moog szintetizátor, ének
- David Crosby – gitár, basszusgitár, ének
- Chris Hillman – basszusgitár, ének (mandolin a Draft Morning-on)
- Michael Clarke – dobok az 1., 4., 8., 9. és 10. dalon (16. és 17. bónuszdal)

### További zenészek
- Clarence White, James Burton – gitár
- Red Rhodes – pedal steel gitár
- Paul Beaver, Terry Trotter – zongora
- Paul Beaver, Gary Usher – moog szintetizátor
- Barry Goldberg – orgona
- Dennis McCarthy – cseleszta
- Jim Gordon – dobok (2., 3., 5.; 13, és 15. bónuszdal)
- Hal Blaine – dobok (6., 7.)
- Lester Harris, Raymond Kelley, Paul Bergstrom, Jacqueline Lustgarten – cselló
- Victor Sazer, Carl West, William Armstrong – hegedű
- Alfred McKibbon – nagybőgő
- Ann Stockton – hárfa
- Richard Hyde – harsona
- Jay Migliori – szaxofon
- Roy Caron, Virgil Fums, Gary Weber – tölcséres fúvókájú hangszerek
- Dennis Faust, Gary Usher – ütőhangszerek
- Curt Boettcher, Gary Usher – háttérvokál
- Firesign Theatre – hangeffektusok
- Gene Clark – lehetséges háttérvokál a Goin' Back és Space Odyssey dalokon
- ismeretlen zenészek – trombita (Draft Morning), glockenspiel (Goin' Back), vonósnégyes és más vonós hangszerek (Old John Robertson)